# قهوه دمی

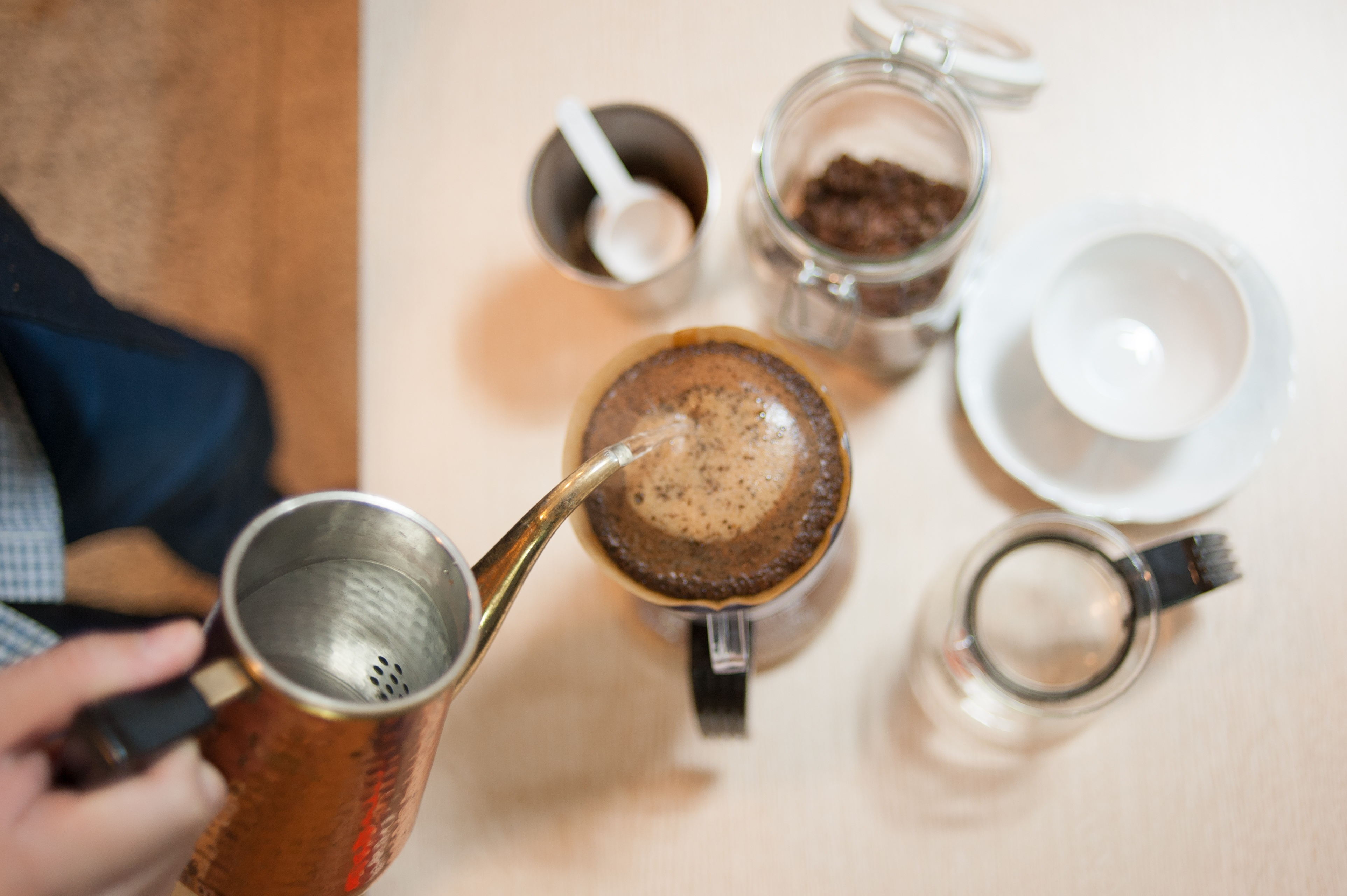
قهوه دم کرده

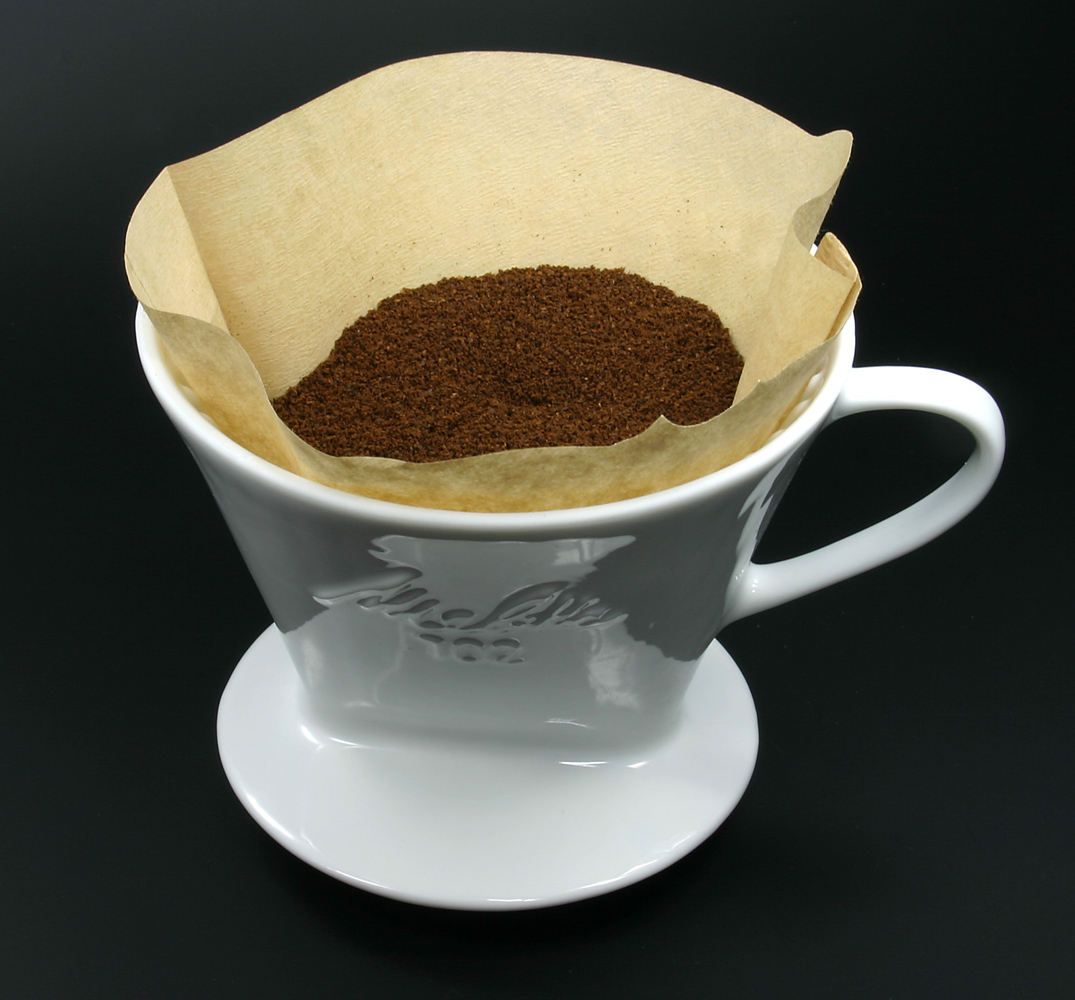
آب از قهوهٔ خرد شده و فیلتر عبور می‌کند و قهوه فیلتر شده دم می‌شود.

قهوهٔ دمی یا قهوه فیلترشده (انگلیسی: Brewed coffee)، روش قهوه‌سازی است که در آن آب را بروی قهوهٔ برشته‌شدهٔ خردشده می‌ریزند و آب و قهوه از فیلتر عبور می‌کنند و در ظرف پائینی قهوه دم شده بدست می‌آید.دم کردن فرآیندی است که در آن دانه‌های قهوه در تماس با آب قرار می‌گیرند و ترکیبات محلول در آب این دانه‌های قهوه طعم و رایحه منحصربفرد خود را به آب می‌بخشند. محصول نهایی این فرآیند قهوه دمی است. قهوه دمی از 98 درصد آب و 1-1.5%  مواد محلول در آب موجود در دانه‌های قهوه تشکیل شده است.

## تفاوت قهوه دمی و اسپرسو
اسپرسو و قهوه دمی دو نوع بسیار متفاوت از تهیه قهوه هستند و هر کدام از این روش‌ها، طعم و رایحه منحصر بفرد خود را به قهوه می‌بخشند. در حالی که اسپرسو از فشار بخار آب روی دانه‌های آسیاب شده و بسیار ریز قهوه استفاده می‌کند، قهوه دمی با ربختن آب داغ روی دانه‌های تازه‌ی قهوه (روش pour-over یا چکه‌ای) یا افزودن دانه‌های قهوه به آب داغ (روش ‌غوطه‌وری) درست می‌شود. در هر صورت، آب گرم بیشتر دانه‌های قهوه را در خود حل می‌کند و سپس از فیلتر (فیلتر کاغذی، فلزی یا پارچه‌ای) عبور داده می‌شود تا ذرات ریز غیرقابل حل و روغن قهوه از آن جدا شود و در نهایت قهوه دمی آماده مصرف است.
فیلتر قهوه در سال ۱۹۰۸ توسط متیلا بنتر آلمانی اختراع شد.